# Laitue cultivée
Lactuca sativa · Laitue, salade, salade des jardins
Espèce
La laitue, laitue cultivée (Lactuca sativa) est une espèce de plantes herbacées de la famille des Astéracées, largement cultivée pour ses feuilles tendres consommées comme légume, généralement crues en salade.
L'appellation « laitue » dérive du latin lactuca qui rappelle aussi la présence dans cette plante d’un latex blanc caractéristique du genre et sativa signifie « cultivé » en latin.
Elle fait partie des plantes dont la culture est recommandée dans les domaines royaux par Charlemagne dans le capitulaire De Villis (fin du VIIIe ou début du IXe siècle).

## Liste des sous-espèces et variétés
Selon NCBI (1er décembre 2016) :
- variété Lactuca sativa var. angustana - laitues tige
- variété Lactuca sativa var. capitata - Laitue batavia
- variété Lactuca sativa var. crispa - laitues à couper
- variété Lactuca sativa var. longifolia - Laitue romaine

Selon Tropicos (1er décembre 2016) (Attention liste brute contenant possiblement des synonymes) :
- variété Lactuca sativa convar. asparagina L.H. Bailey ex Holub
- variété Lactuca sativa var. angustana Irish ex Bremer
- variété Lactuca sativa var. asparagina L.H. Bailey
- variété Lactuca sativa var. capitata L.
- variété Lactuca sativa var. longifolia Lam.

### Description des variétés

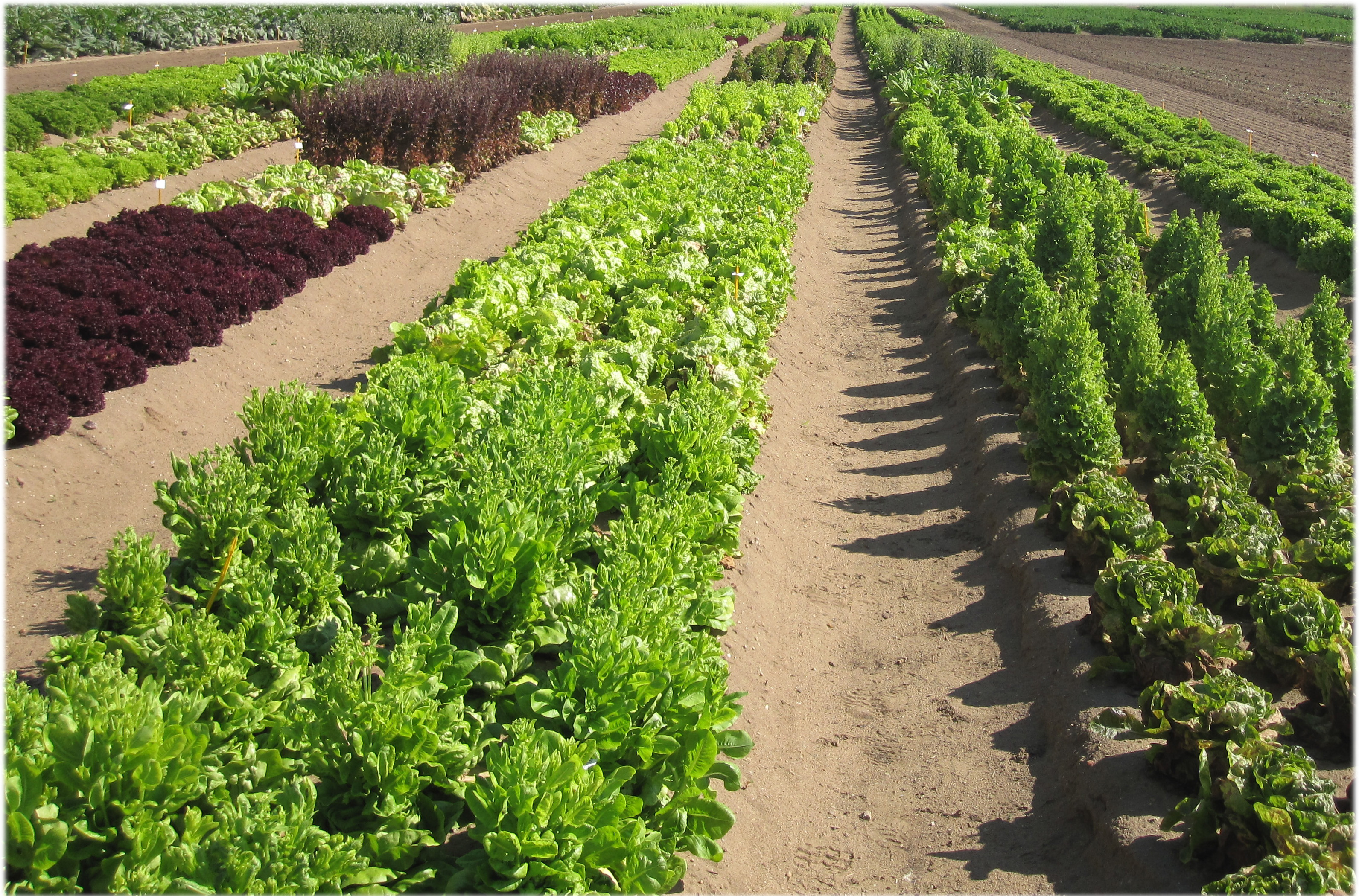
Diverses variétés de laitues.

Les nombreuses variétés de laitues actuelles sont généralement classées selon la forme et la couleur du feuillage, leur mode de culture et de récolte (période de culture, sous abris ou en plein champ, etc).
Plus de 2 160 variétés sont inscrites au catalogue officiel européen des espèces et variétés et près de 600 au catalogue français.
La création variétale et les inscriptions aux catalogues sont extrêmement actives du fait des différents modes de culture et de commercialisation, mais aussi de la recherche de variétés résistantes à des maladies telles que le Bremia qui évolue rapidement. D'autres nouvelles variétés ont été créées qui sont plus résistantes à des maladies cryptogamiques comme la fusariose ou à des virus tels que LMV, BWYV, TuMV.
La classification de base repose sur quelques caractères morphologiques :
- les laitues beurre à feuilles tendres et nervures pennées (à l'origine les laitues beurre avaient des feuilles fines, souvent claires, d'où leur nom) et
- les laitues batavia (Lactuca sativa var. Capitata) à feuilles plus craquantes et nervures parallèles. Ces deux types ont des pommes assez rondes. Les batavias ont été elles-mêmes subdivisées en :
  - batavia européenne (correspondant globalement au type « Dorée de Printemps », à pomme non détachée de la jupe) et
  - batavia américaine ou laitue iceberg (correspondant au type crisp à pomme détachée de la jupe).
- les laitues grasses sont des laitues pommées à feuilles épaisses, assez craquantes et nervures pennées;
- les laitues romaines (Lactuca sativa var. longifolia) sont des laitues à feuilles oblongues et craquantes avec une grosse nervure centrale ; elles ont une pomme allongée ;
- les laitues à couper (Lactuca sativa var. crispa) se présentent comme un bouquet de feuilles ouvert; selon la forme des feuilles, plus ou moins lobées ou découpées, elles sont subdivisées en plusieurs catégories. Citons par exemple les laitues feuille de chêne, lollo ou la Cressonnette marocaine aussi appelée langue de canari ;
- les laitues tige, ou laitues asperge ou celtuce (Lactuca sativa var. angustana), ne forment jamais de pomme ; elles sont cultivées pour leurs tiges renflées que l'on mange cuites, surtout en Asie.

De nombreuses variétés traditionnelles sont toujours cultivées, en particulier par les jardiniers amateurs et les petits agriculteurs. Certaines sont bien connues telles que : ‘Merveille des 4 saisons’, 'Grosse blonde paresseuse’, ‘Gotte jaune d’or’ , 'Craquerelle du Midi’, ‘Reine des glaces’, ‘Rouge grenobloise’, ‘Rougette de Montpellier’, etc.

## Dénominations

### Synonymes
Selon Tela Botanica (France métro)    (4 octobre 2013) :
- Lactuca crispa (L.) Roth [1787, Bot. Abh. Beob., 24]
- Lactuca esculenta Salisb. [1796, Prodr., 180]
- Lactuca scariola subsp. sativa (L.) Bonnier & Layens [1894, Tabl. Syn. Pl. Vasc. France, 187]

### Synonymes en français
- Laitue pommée : herbe des eunuques, herbe des sages ;
- romaine : chicon, laitue longue, laitue lombarde ;
- à couper : laitue frisée, laitue mignonette, laitue à pincer, petite laitue ;
- asperge : celtuce, romaine-asperge, laitue-céleri...

## Caractères botaniques
La laitue cultivée est une plante herbacée, annuelle, avec deux phases bien distinctes : la phase végétative, formant une pomme plus ou moins fermée, est le stade utilisé pour la consommation et la phase reproductrice, au cours de laquelle la tige principale s'allonge (montaison), aboutit à la floraison et à la production de semences.
La plante forme d'abord une rosette de feuilles entières. Puis survient la période de pommaison, au cours de laquelle se différencient les types de laitue. En effet, les feuilles se redressent, s'imbriquent plus ou moins, aboutissant à la formation d'une pomme fermée ou d'un ensemble de feuilles serrées formant un bouquet ouvert.

Laitues à différents stades de croissance
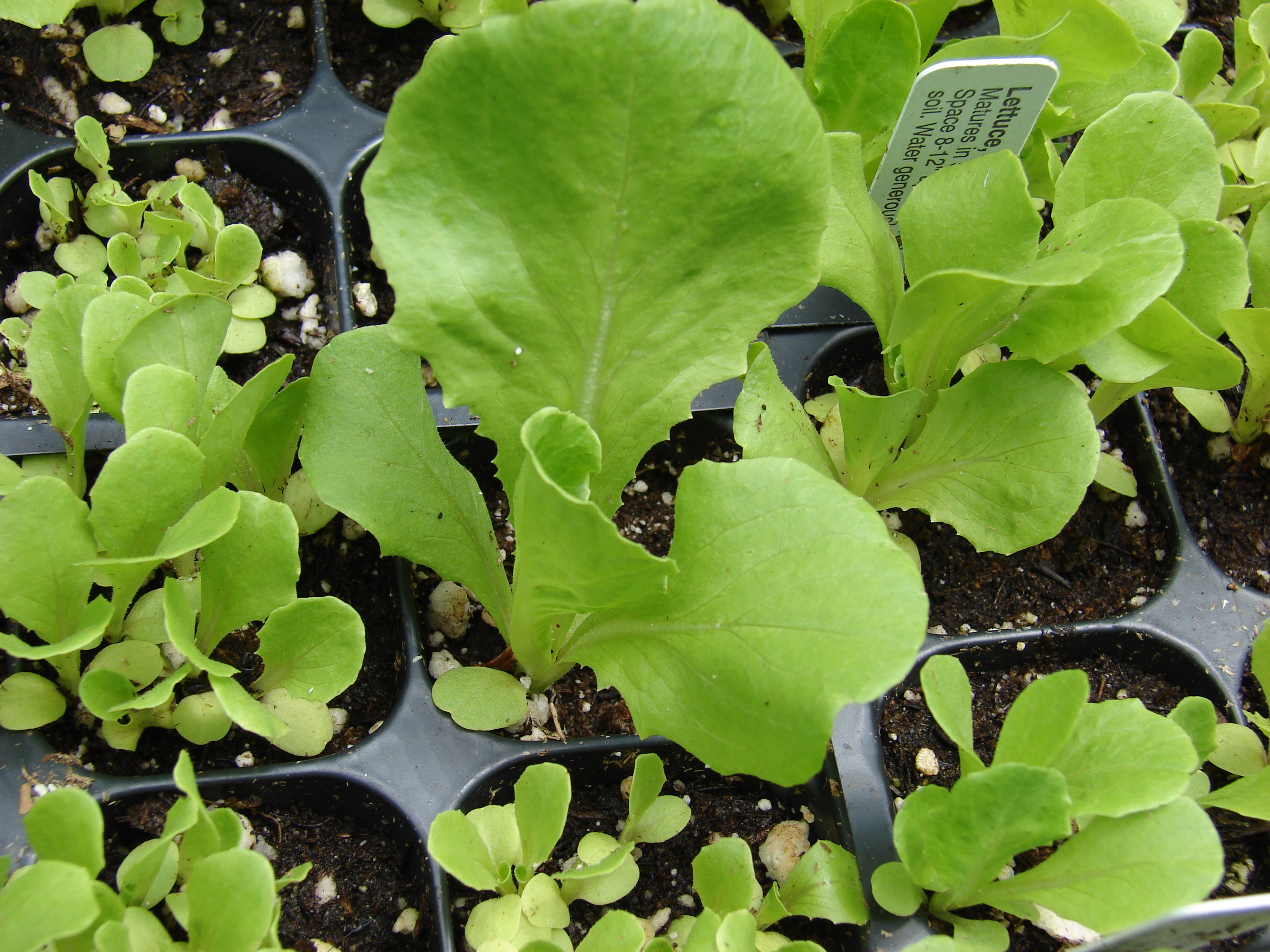
Jeunes plants de laitue.
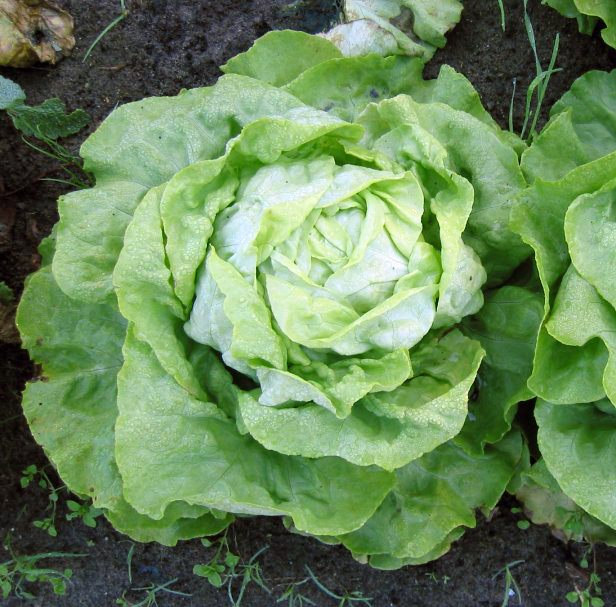
Laitue « pommée ».
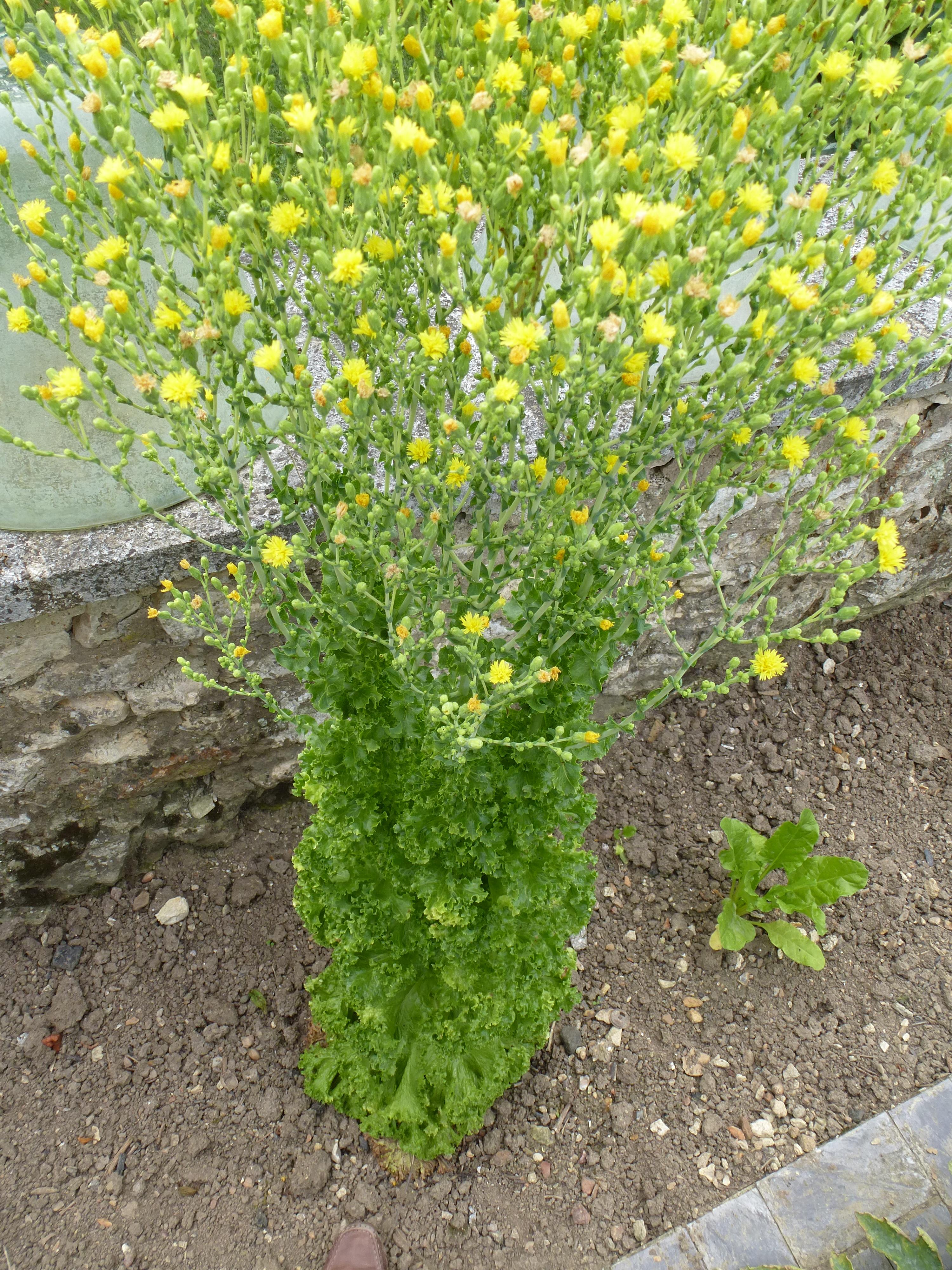
Laitue « montée » en fleurs.
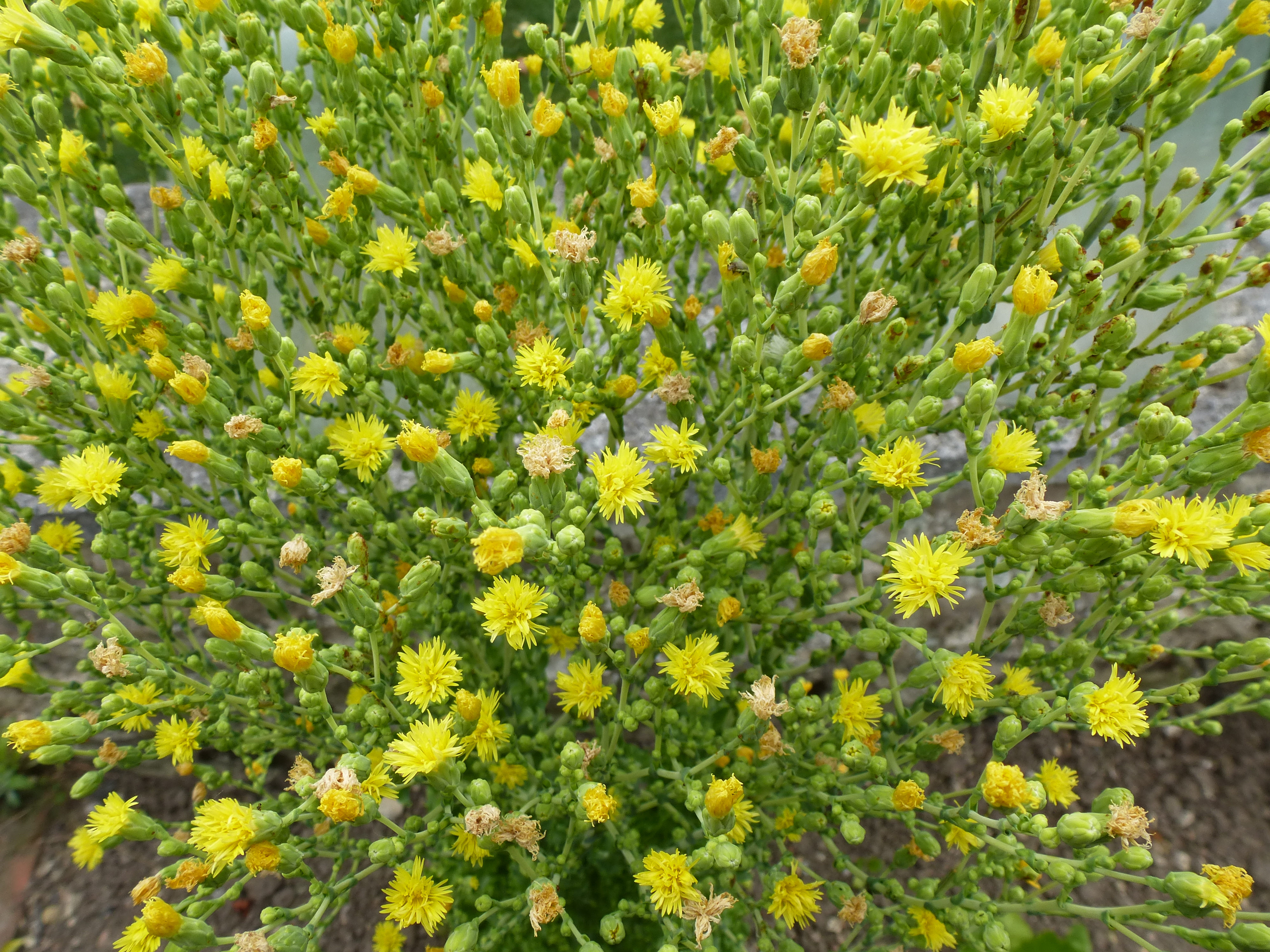
Fleurs de laitue.

## Origine et distribution
Les variétés cultivées semblent dériver d'une espèce sauvage, Lactuca serriola L. (Synonyme : Lactuca scariola L.), appelée laitue sauvage ou laitue scariole, qui se rencontre dans une vaste zone comprenant l'Europe, l'Afrique du Nord et une grande partie de l'Asie, incluant la Sibérie, l'Asie Mineure, l'Asie centrale (Kazakhstan, Kirghizistan, Tadjikistan, Turkménistan, Ouzbékistan) et le sous-continent indien. C'est une mauvaise herbe assez commune, notamment en France.

## Histoire
Consommée en Égypte depuis au moins 2000 av. J.-C., la laitue est aussi très anciennement cultivée en Europe. Au IVe siècle avant Jésus-Christ, Théophraste en signalait déjà quatre sortes : la laitue blanche, la laitue à feuilles larges, la laitue à feuilles rondes et la laitue de Laconie. À cette époque, les médecins romains et grecs lui reconnaissaient des vertus apaisante, rassasiante et anti-aphrodisiaques.
En France, sa consommation aurait été introduite par les papes d'Avignon. Louis XIV en était friand.

## Consommation

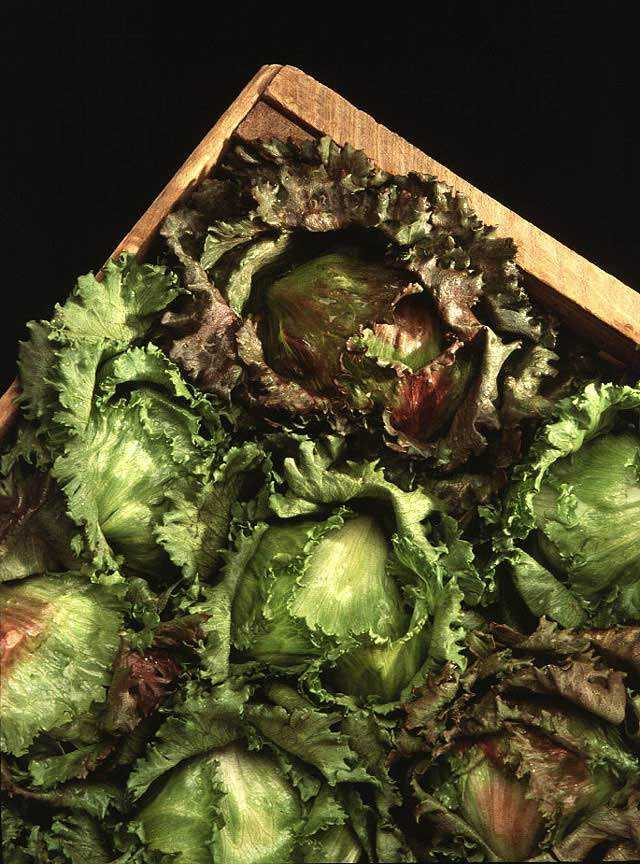
Laitues iceberg ou pommée.

On consomme les feuilles fraîches, soit crues en salade, soit cuites, en potage, braisées, ou mélangées à d'autres légumes en jardinière.
Dans le cas de la laitue asperge, d'origine chinoise, les tiges se consomment également comme des asperges.

## Monoculture, agriculture intensive et commerce en grande distribution
Concernant l'agriculture intensifiée et les monocultures commercialisées sous contrat, les modes de récolte varient selon les types de laitues. La laitue batavia est récoltée en plante entière. Pour la culture de la laitue iceberg, seule la pomme est récoltée, la « jupe » est laissée dans la planche de culture. Ce cœur de laitue, ressemblant à un chou blanc, peut se voir protégé pendant le transport par un film plastique tiré. Elle est coupée en fines lanières pour être utilisée en garniture dans les sandwichs. La laitue iceberg est pauvre en nutriments et en goût.
Les « sélectionneurs » utilisent un vocabulaire très imagé pour décrire les plantes au stade commercialisable et ainsi les différencier : plante « jupée » ou « à jupe lâche », « pomme » « détachée de la jupe », « fermée », « coiffée » ou « ouverte », feuilles « cloquées », « crispées », « ondulées », mates ou brillantes, etc.
Ces laitues sont commercialisées soit entières, soit en feuilles séparées et découpées en sachets conservés au frais.

## Propriétés
La laitue est riche en nitrates qui se transforment en nitrites grâce à des bactéries de la bouche. Ces nitrites sont impliqués dans la vasodilatation et la fluidification du sang, ce qui améliore l'afflux de sang dans certaines zones du cerveau qui, avec l'âge, sont moins perfusées. Une dose quotidienne de laitue peut potentiellement prévenir la démence et la baisse cognitive en améliorant cet afflux sanguin cérébral.

## Production
| Production en tonnes. Chiffres 2003-2004 Données de FAOSTAT (FAO) |            |       |            |       |
| Chine                                                             | 10 005 000 | 48 %  | 10 505 000 | 49 %  |
| États-Unis                                                        | 4 429 720  | 21 %  | 4 429 720  | 21 %  |
| Espagne                                                           | 956 800    | 5 %   | 960 000    | 4 %   |
| Italie                                                            | 913 942    | 4 %   | 8 544 558  | 4 %   |
| Inde                                                              | 790 000    | 4 %   | 790 000    | 4 %   |
| Japon                                                             | 549 800    | 3 %   | 550 000    | 3 %   |
| France                                                            | 460 524    | 2 %   | 470 000    | 2 %   |
| Autres pays                                                       | 2 733 142  | 13 %  | 2 749 148  | 13 %  |
| Total                                                             | 20 838 928 | 100 % | 21 353 868 | 100 % |

En 2020, les deux principaux pays producteurs sont la Chine et l'Inde; en Europe les principaux producteurs sont l'Espagne, l'Italie et la France.

## Phytopathologie de la laitue
La phytopathologie permet de définir la liste des maladies, donc des dangers à maîtriser (voir Maladies de la laitue).

## Symbolique
Dans l'Égypte antique, la laitue (Lactuca sativa) était associée au dieu Min et à la fécondité. C'est certainement l'aspect de sa sève blanchâtre (qui rappelle la semence humaine) qui lui a valu cette association symbolique perdurant encore en Égypte, où l'on donne à la laitue des propriétés aphrodisiaques.
Dans la mythologie grecque, la laitue est associée à la mort de deux séducteurs, Adonis et Phaon. « Plante de nature froide et humide, qui se situe du côté de ce qui est promis à la mort et à la putréfaction, elle met, d'autre part, un terme à la puissance sexuelle des hommes. » Les Grecs pensaient que la consommation de laitues favorisait l'impuissance. Les pythagoriciens, qui prônaient l'abstinence sexuelle pendant les chaleurs de l'été, en recommandent l'usage.